# جامعة ستراسبورغ
جامعة ستراسبورغ (بالفرنسية: Université de Strasbourg)‏ هي جامعة فرنسية تقع في مدينة ستراسبورغ بإقليم الألزاس الفرنسي، وهي أكبر جامعات فرنسا؛ إذ يدرس بها حوالي 43 ألف طالب، ويعمل بها أكثر من 4 آلاف باحث.
ترجع جذور جامعة ستراسبورغ (الواقعة في إقليم واقع على الحدود الألمانية كان محل نزاع بين فرنسا وألمانيا) إلى جامعة ستراسبورغ (بالألمانية: Universität Straßburg) التي أُسِّسَت سنة 1631، ثم قسمت في سبعينيات القرن العشرين إلى ثلاث مؤسسات تعليمية وبحثية منفصلة هي جامعة لويس باستير، وجامعة مارك بلوخ، وجامعة روبرت شومان، ثم عادت هذه المؤسسات الثلاث إلى الاندماج مرة أخرى في 1 يناير 2009 تحت اسم جامعة ستراسبورغ، التي تعد اليوم من بين أفضل الجامعات الأوروبية الأعضاء في اتحاد الجامعات البحثية الأوروبية.

## معرض صور

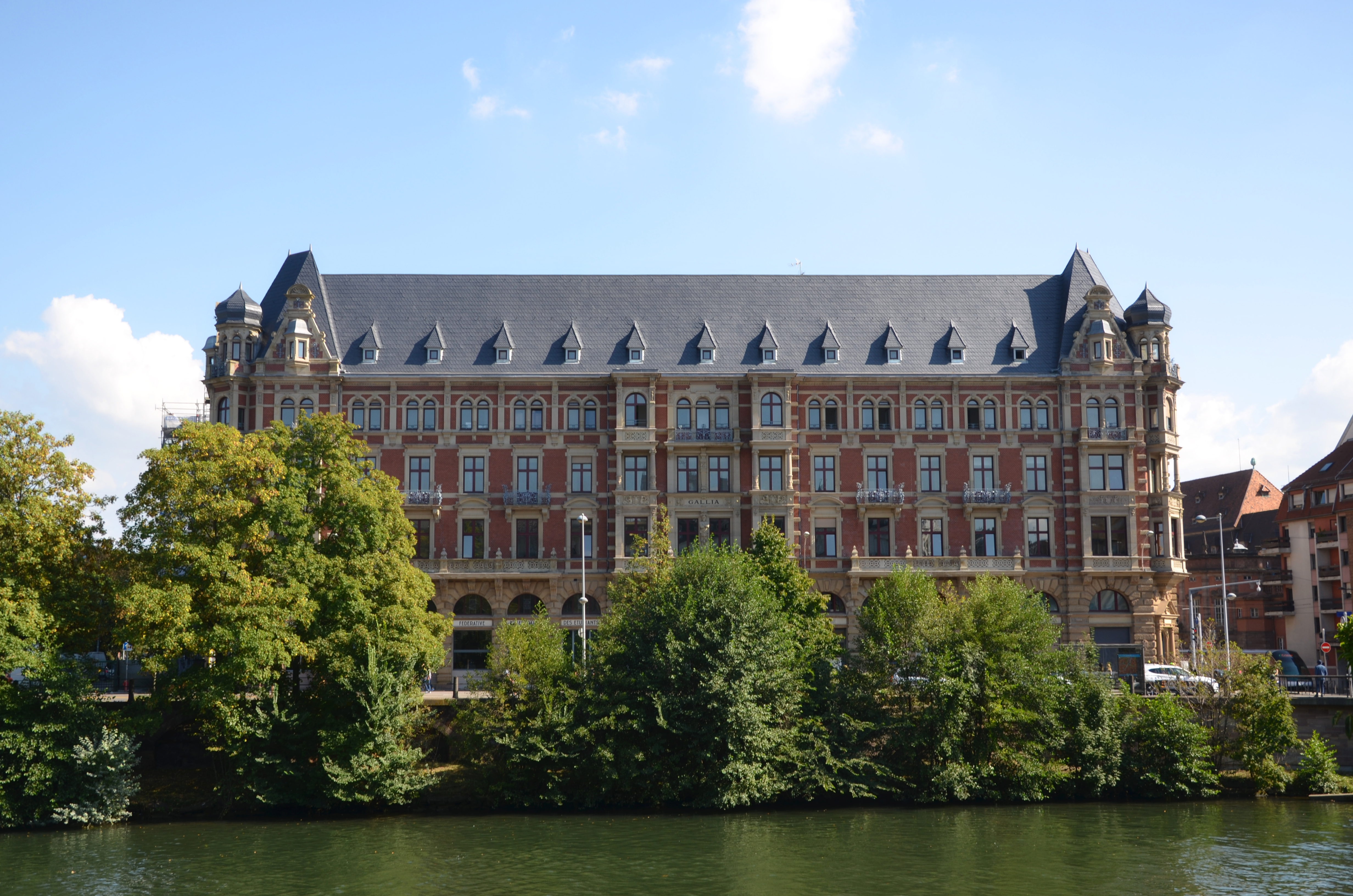
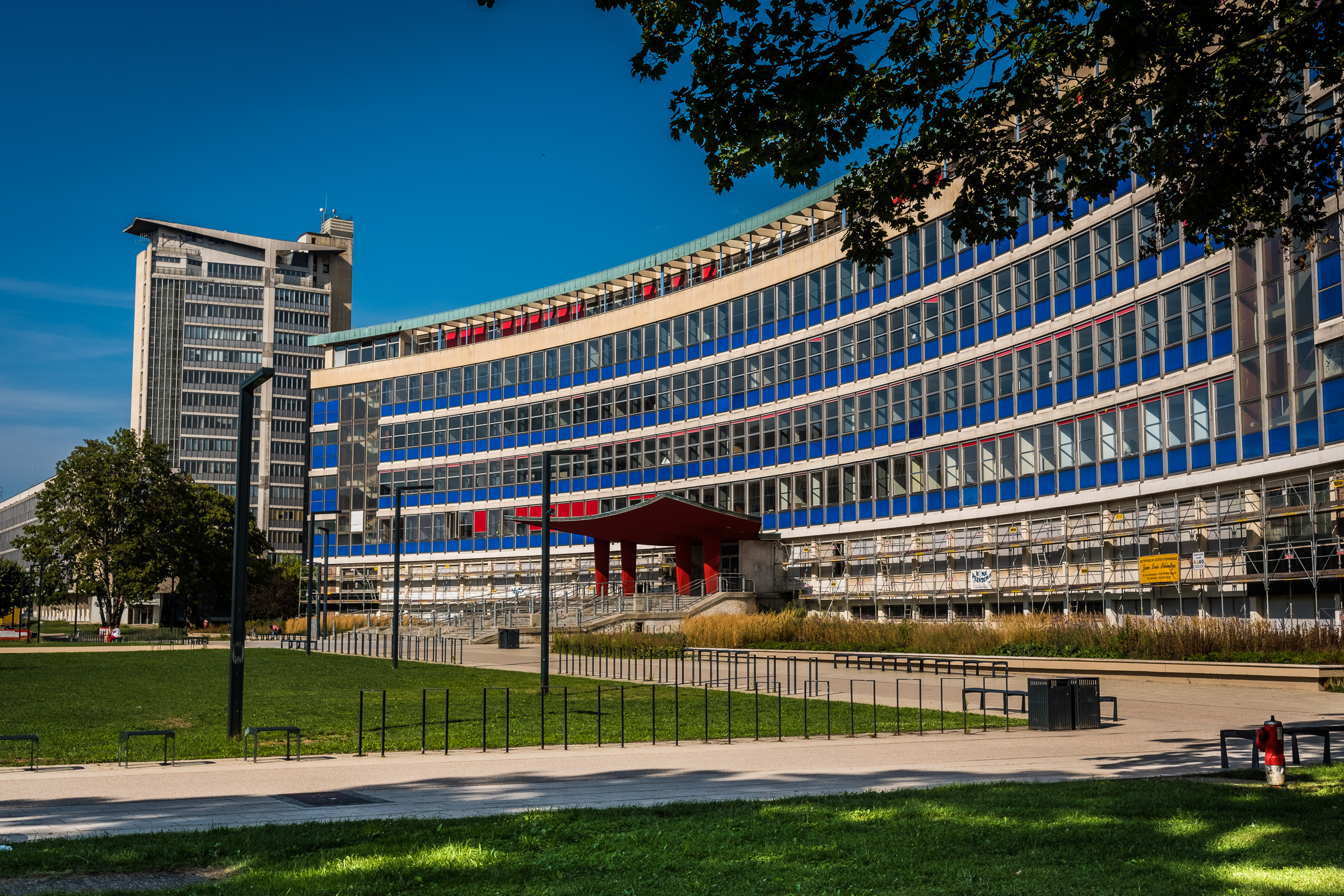